# Cantley (Norfolk)
Cantley is een civil parish in het bestuurlijke gebied Broadland, in het Engelse graafschap Norfolk met 733 inwoners.